# Konop község
Konop község (románul: Comuna Conop) község Arad megyében, Romániában. Központja Konop, beosztott falvai Belotinc, Maroseperjes, Milova, Odvos.

## Népessége
A 2011-es népszámlálás adatai alapján a község népessége 2258 fő volt.